# Federico Trillo-Figueroa y Martínez-Conde
Federico Trillo-Figueroa y Martínez-Conde is een Spaans politicus van de conservatieve partij Partido Popular. Hij is minister van Defensie geweest en voorzitter van het congres. 

## Loopbaan
De vader van Federico Trillo was politicus tijdens het bewind van Francisco Franco. Trillo zelf is afgestudeerd in de rechtsgeleerdheid aan de Universiteit van Salamanca en gepromoveerd aan de Complutense Universiteit van Madrid. In 1974 trad hij in dienst van het juridische korps van de marine. In 1979 wordt hij toegelaten tot de staatsraad.
In 1983 komt hij bij de juridische afdeling van de Coalición Popular terecht, een beweging die op dat moment in volle ontwikkeling is en uiteindelijk vorm zal krijgen in de Partido Popular. Sinds 1986 zit hij in het dagelijks bestuur van de partij.  
Sinds 1989 is hij afgevaardigde in het congres voor de provincie Alicante en in 1996 wordt hij zelfs voorzitter van de kamer, wat hij tot het einde van de zesde legislatuur, in 2000, zal zijn. Op 27 april van dat jaar wordt hij door premier José María Aznar benoemd tot minister van Defensie. In die hoedanigheid beval hij in juli 2002 de aanval op Peterselie-eiland nadat Marokkaanse agenten dat hadden bezet. Zijn carrière als minister van Defensie komt tot een eind als hij na een vliegramp met een Spaans militair toestel in Turkije, waarbij 62 militairen op terugreis uit Afghanistan bij omkomen, weigert verantwoordelijkheid op zich te nemen, ook niet als drie ambtenaren van zijn ministerie de identificatie van 30 lijken vervalsen. 
In juli 2006 tekent hij namens de fractie van de PP in het congres hoger beroep aan tegen het Estatuto de autonomía de Cataluña bij het constitutionele hof. Omdat hij degene was die Francisco Camps ervan overtuigde af te treden vanwege het proces van de zaak-Gürtel, staat hij bij Mariano Rajoy in het krijt voor het redden van diens verkiezingscampagne voor de parlementsverkiezingen in 2011. Zodoende is hij een van de weinige personen uit de oude garde van Aznar die zijn invloed heeft weten te behouden onder Rajoy.

## Persoonlijk leven
Federico Trillo is getrouwd en heeft vijf kinderen. Hij is lid van Opus Dei.
- Biblioteca Nacional de España: XX1439282
- Bibliothèque nationale de France: cb14582877h (data)
- Catàleg d'autoritats de noms i títols de Catalunya: 981058517386206706
- Gemeinsame Normdatei: 130593214
- International Standard Name Identifier: 0000 0000 8604 926X
- Library of Congress Control Number: n00023020
- Système universitaire de documentation: 095683534
- Virtual International Authority File: 7633796
- WorldCat: E39PBJc7RXqt7bJ48Xm6XqTyh3